# ラクーンドッグ
株式会社ラクーンドッグ（英: Raccoon Dog）は、日本の声優事務所。

## 概要
2021年11月4日、声優事務所のプロ・フィットの代表である谷村誠が、「今後数年間に渡り、プロダクションの根幹たる『責任あるマネジメント』を行うことが出来ない状況に陥るため、その数年間に所属声優を巻き込まないため」として、プロダクション業務の廃止と、それに伴う当時の全所属者の移籍支援を行うと発表した。
これを受ける形で所属声優である岡本信彦が養成所在籍者を含む新人声優を受け入れるための新規プロダクションの設立を表明。また、現場マネージャーなどによる別の新規プロダクションも設立することになり、この両社が業務提携するとともに、所属声優兼音響監督の塩屋翼が中心となった音響制作会社サウンド・ウィングとも友好関係を結ぶとしていた。
同年12月15日、岡本側と現場マネージャー側双方の事務所設立構想が一本化されたことが発表され、設立されたのが当社である。あわせて代表取締役として岡本と現場マネージャーの澁谷将の2人が就任した。会社のシンボルマークを緑色にした理由について、岡本は「目に良い効果があり落ち着くから」としている。
2021年12月15日と2022年2月1日に全プロ・フィット所属者の移籍先が確定し、一部を除くほぼ全ての所属声優が当社に移籍することが決定。2022年4月1日より正式に業務を開始し、前日より公式サイトも開設している。
2022年10月26日にプロフィット養成所の譲渡を行い、権利も変更した。
2023年1月16日にラクーンドッグ声優養成所の第1期生を募集。2023年7月15日に第2期生を募集した。

## 所属声優

### 男性
- 岡本信彦 - 代表取締役
- 小林康介
- 塩屋翼
- 杉崎亮
- 関幸司
- 相馬康一
- 高橋伸也
- 堀江瞬
- ますおかたろう
- 峰健一

預かり
- 大桃陽介
- 喜屋武和輝
- 川田祐
- 白石冬弥
- 津田拓也
- 中込尚哉
- 堀金蒼平
- 松岡洋平
- 柳晃平

### 女性
- 石見舞菜香
- 岡田幸子
- 鬼頭明里
- 首藤志奈
- 高森奈津美
- 高柳知葉
- 長妻樹里
- 中根久美子
- 長谷川育美
- 菱川花菜
- 升望
- 三宅麻理恵
- 森沢芙美

預かり
- 浅見香月
- 東ゆの
- 飯田ヒカル
- 大島美咲
- 小椋美安加
- 鎌田歩乃佳
- 齊藤未莉依
- 酒井美沙乃
- 佐々木えみ
- 田中小雪
- 田中那実
- 春海百乃
- 真中桂子
- 和久野愛佳

## かつて所属していた声優

### 男性
- 桐明衝（フリー）

### 女性
- 小森まなみ（声のみ、引退[注釈 1]）
- 羽月理恵（フリー）
- ファイルーズあい（現所属：マウスプロモーション）